# Република Македонија на Светском првенству у атлетици у дворани 2008.
Македонија је учествовала на Светском првенству у атлетици у дворани 2008. одржаном у Валенсији од 7. до 9. марта. Репрезентацију Македоније на њеном другом учешћу на светским првенствима у дворани представљао је један атлетичар, који се такмичио у трци на 400 метара.
Македонија није освојила ниједну медаљу нити је оборен неки рекорд.

## Учесници
Мушкарци:
- Далибор Спасовски — 400 м

## Резултати

### Мушкарци
| Атлетичар         | Дисциплина | Лични рекорд | Квалификације | Квалификације | Полуфинале           | Полуфинале           | Финале               | Финале               | Детаљи |
| Атлетичар         | Дисциплина | Лични рекорд | Резултат      | Место         | Резултат             | Место                | Резултат             | Место                | Детаљи |
| ----------------- | ---------- | ------------ | ------------- | ------------- | -------------------- | -------------------- | -------------------- | -------------------- | ------ |
| Далибор Спасовски | 400 м      | 49,79        | НЗ            | НЗ            | Није се квалификовао | Није се квалификовао | Није се квалификовао | Није се квалификовао |        |